# Mesquita del Divendres de Delhi
La mesquita del Divendres (també coneguda com a Jama Masjid) està situada al centre antic de Delhi (Nova Delhi, Índia), propera al fort Roig.
La mesquita es va aixecar gràcies a la voluntat de Xa Jahan (emperador mogol entre el 1627 i 1658). Es va construir de  1650 fins a 1656. És un edifici de grans dimensions, on es poden aplegar unes 25.000 persones.
És en una zona elevada a la qual s'accedeix per tres escalinates, al nord, llevant i sud. Aquestes escales comuniquen, a través de portes monumentals, amb un gran pati obert encarat a ponent, al costat on es troba la part coberta, molt reduïda en relació amb el conjunt; els altres tres costats estan limitats per un tancament d'arcs. El mihrab (a ponent) es troba a la zona porxada (61 x 27,5 m), formada per set arcs que s'obren a la sala d'oracions coberta amb tres cúpules bulboses; és aquí on es troben també els dos alts minarets rematats amb chattri hindús. Bàsicament, està bastida amb pedra sorrenca i marbre. Aquest tipus de construcció es repeteix, amb una planta gairebé igual, a la mesquita Badshahi de Lahore.

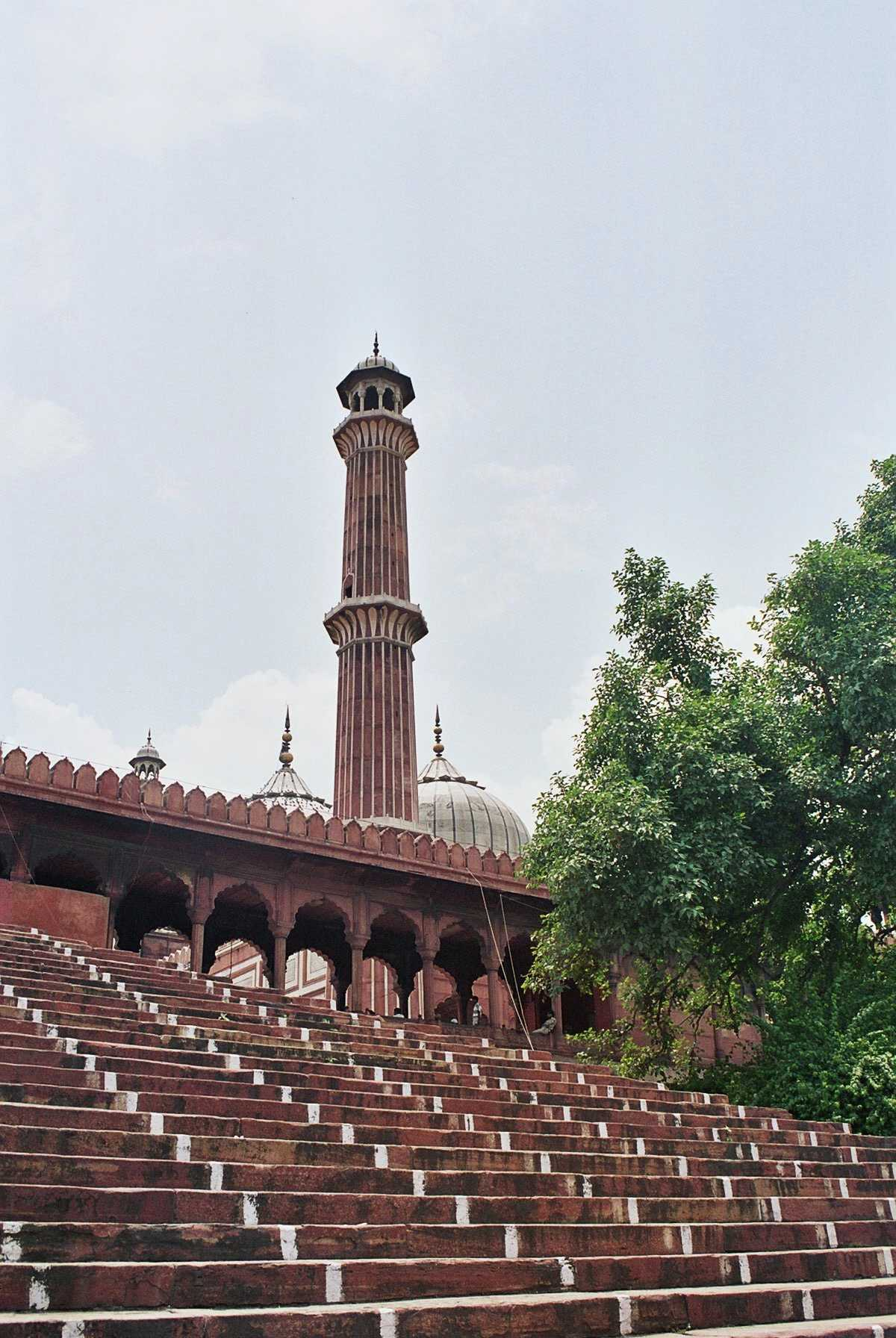
Una de les escalinates d'accés
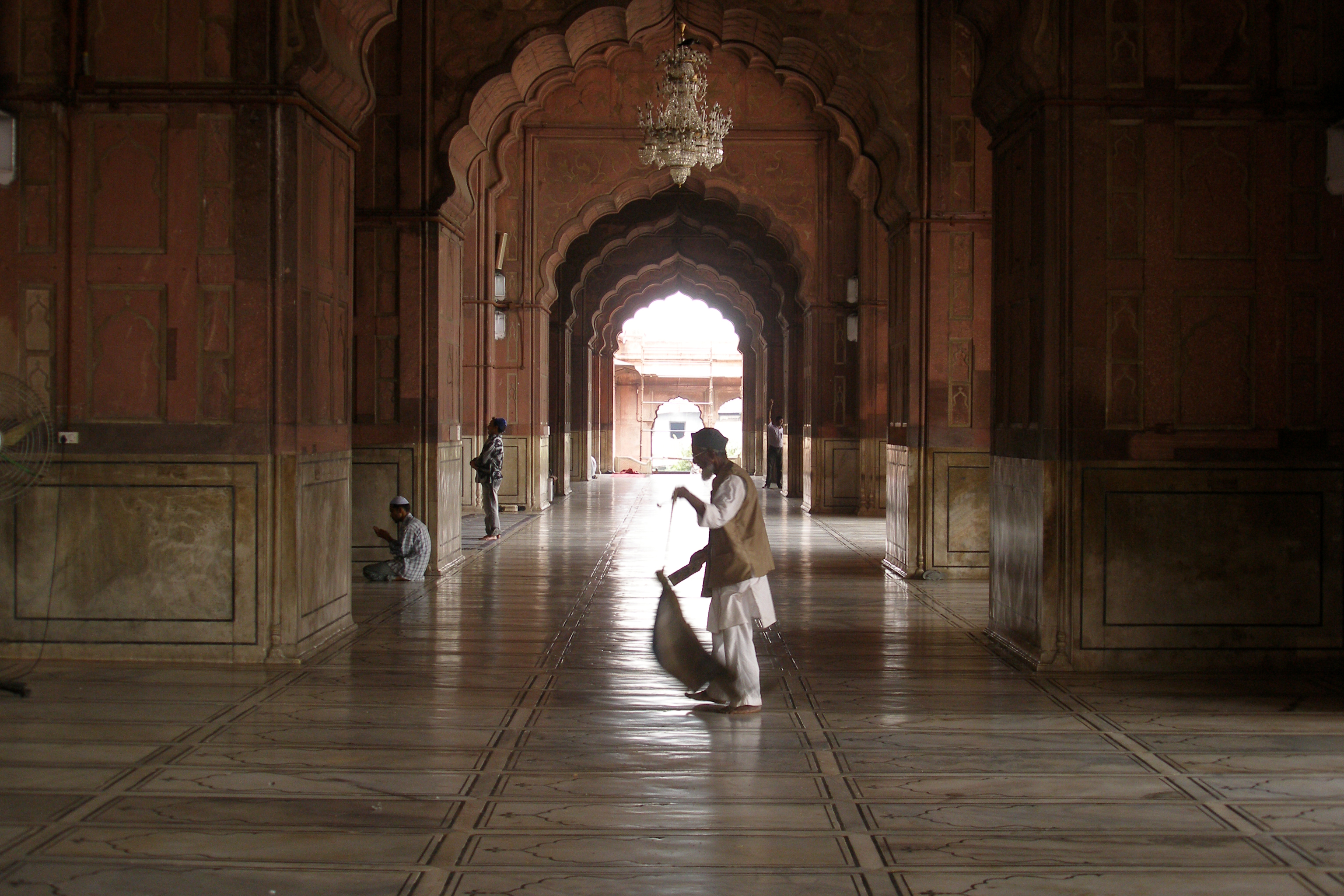
Sala d'oracions coberta
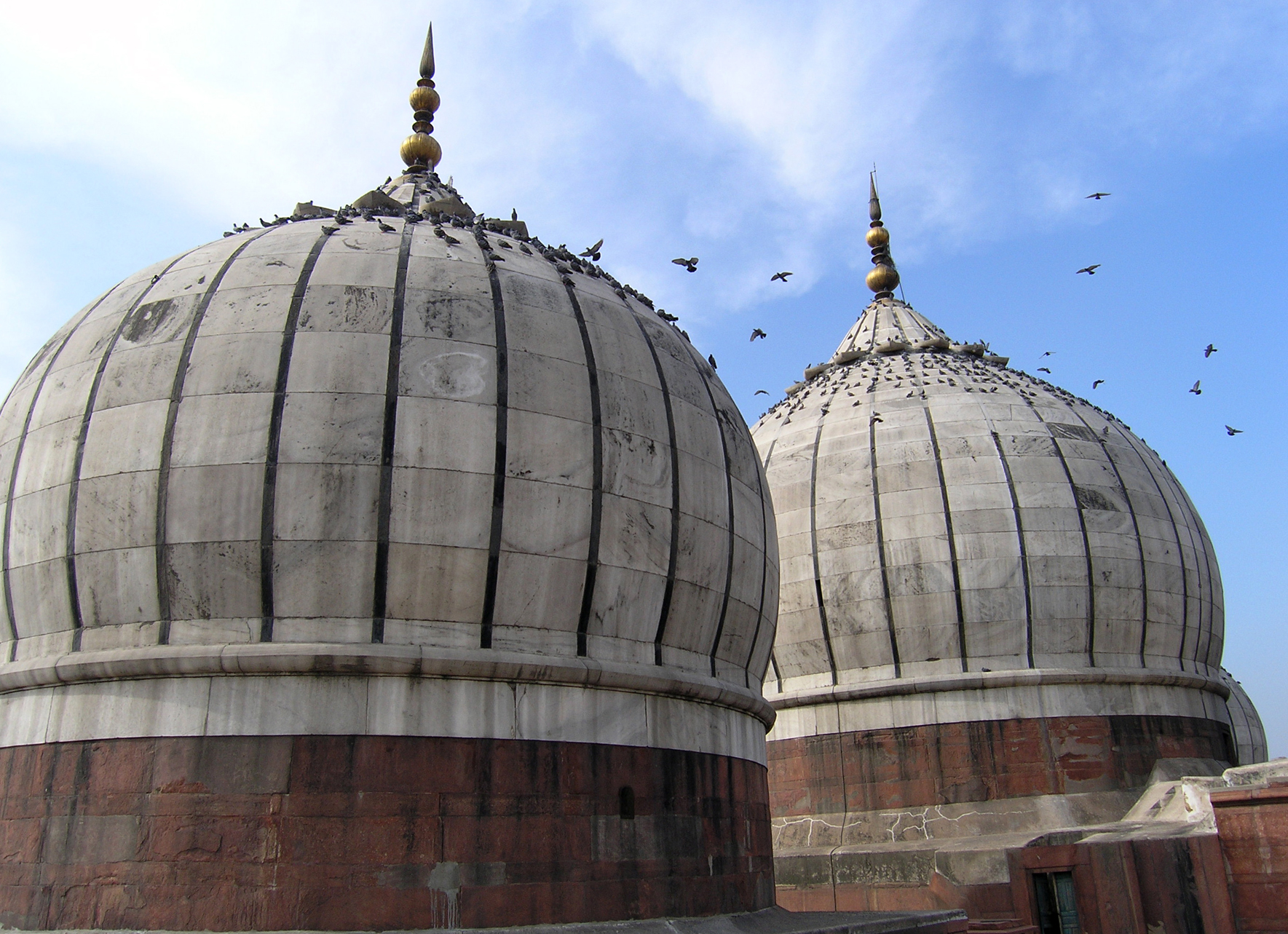
Cúpules bulboses de la mesquita
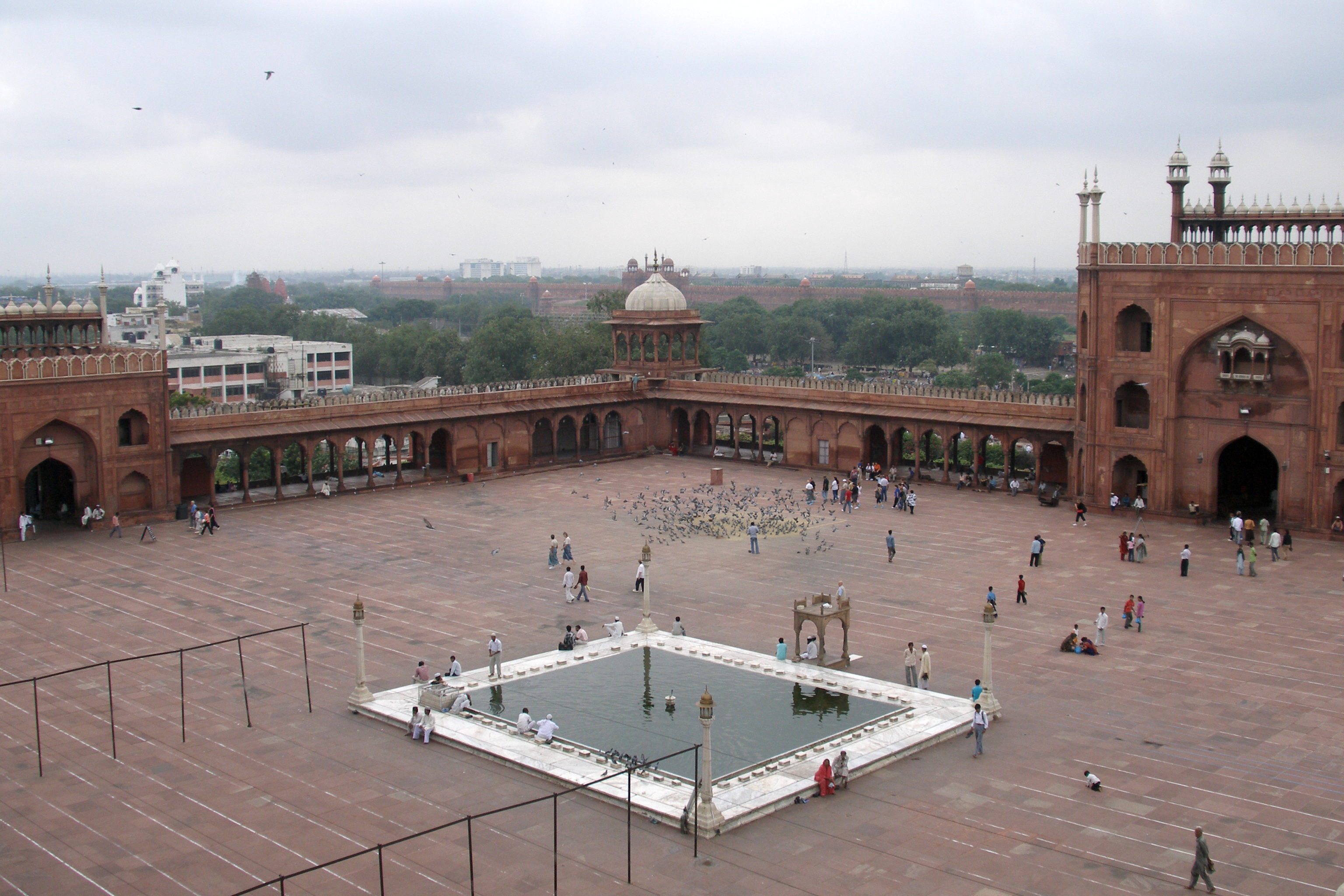
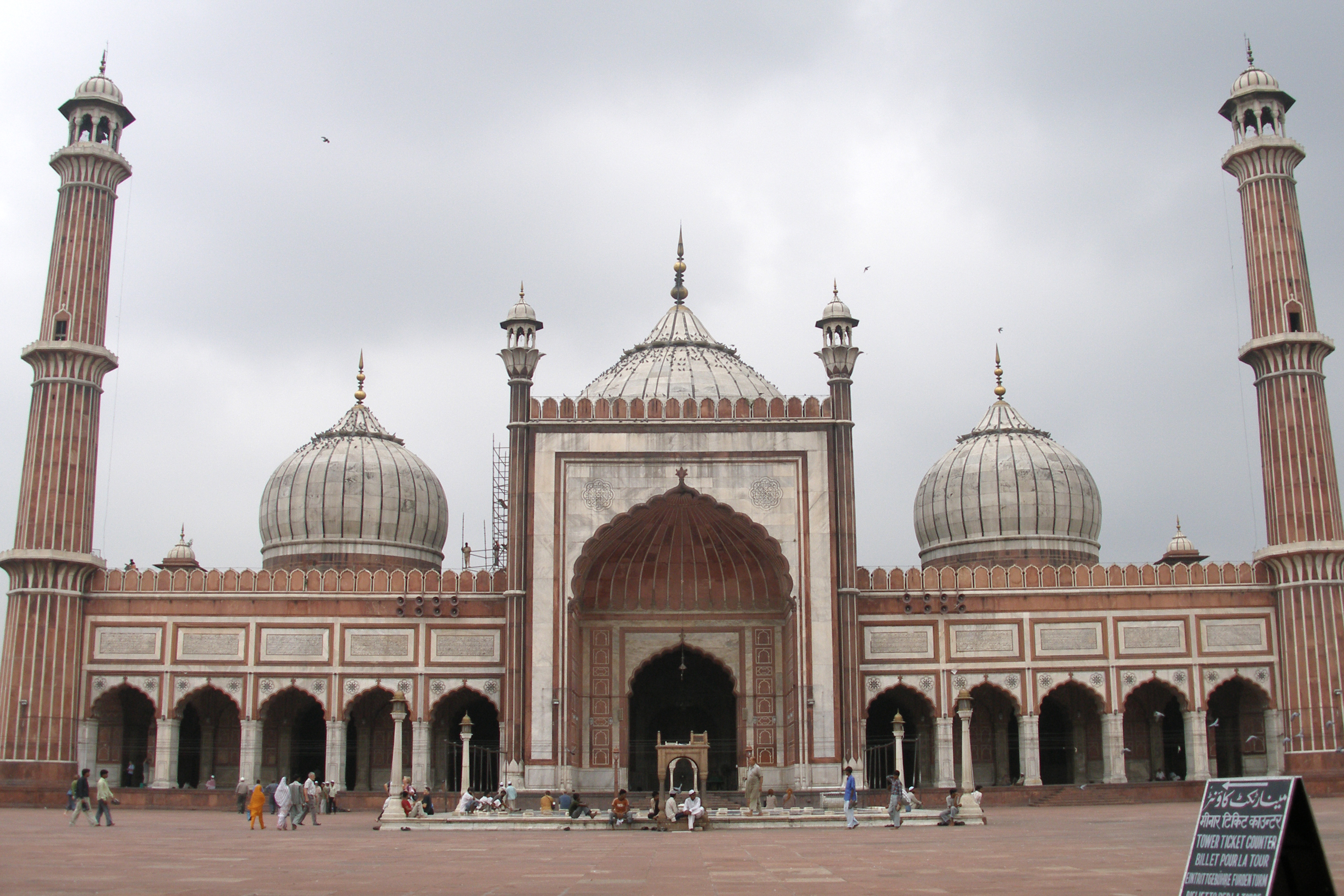
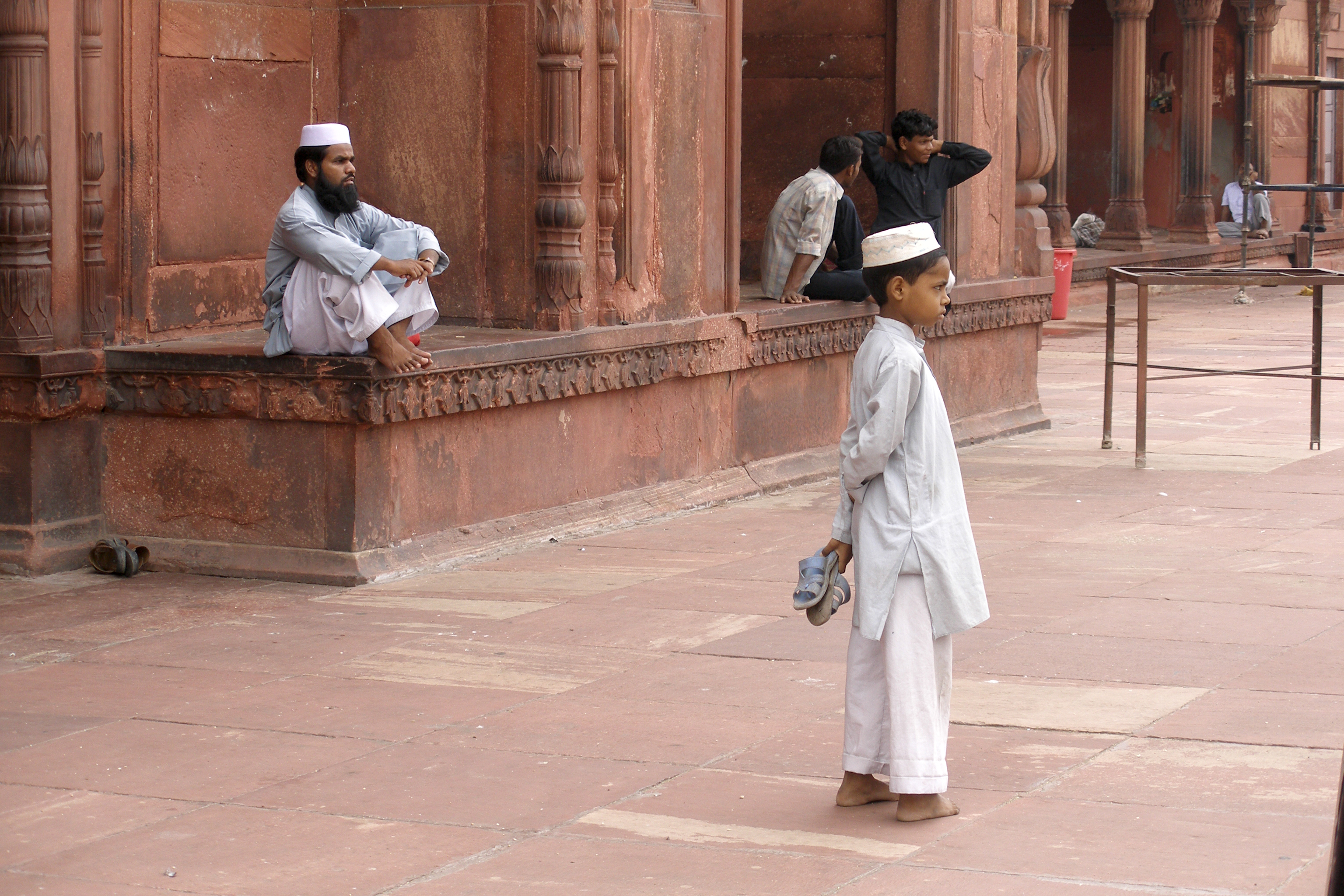
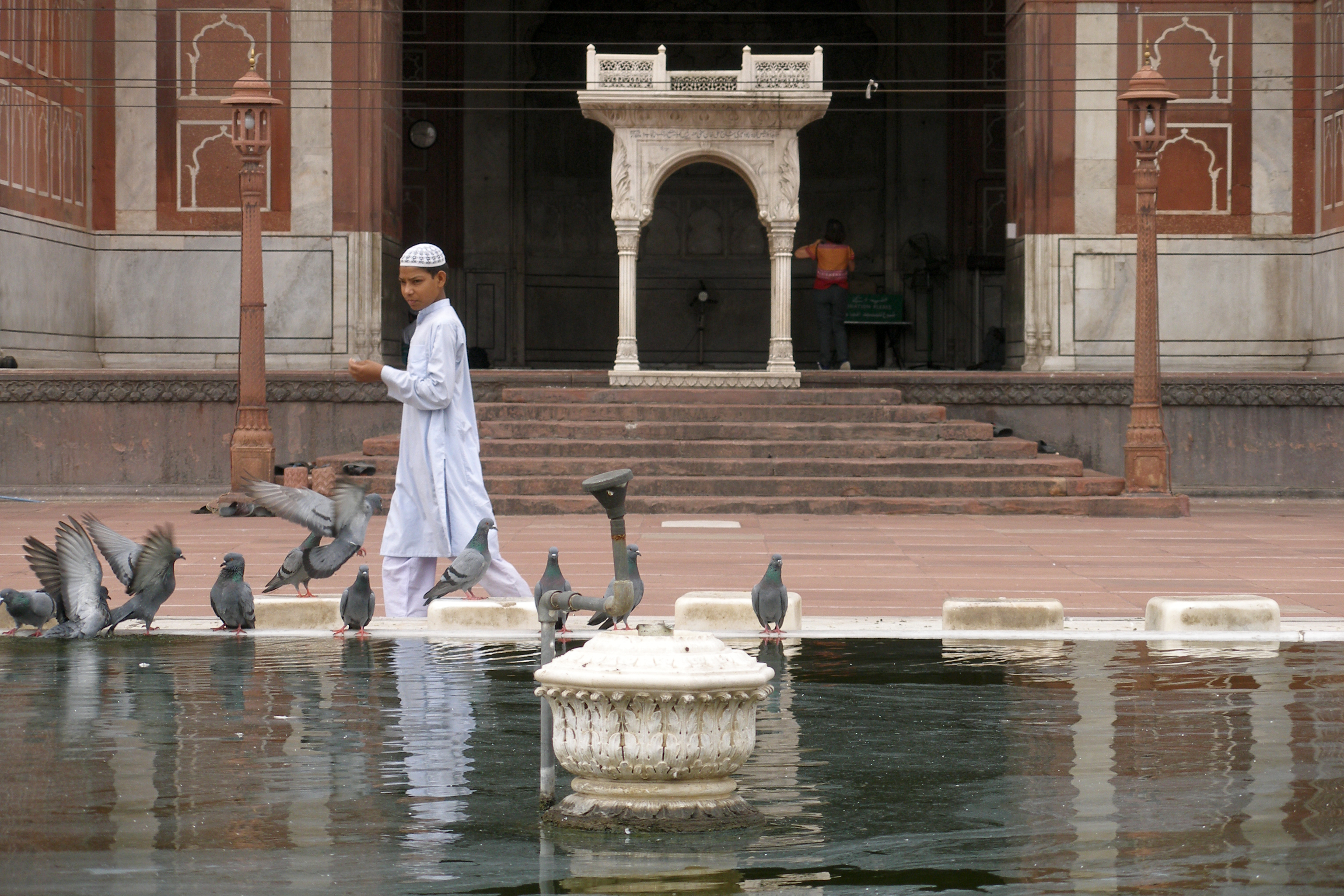